# ガトウィック・エクスプレス
ガトウィック・エクスプレス（Gatwick Express）は、イギリスのロンドンとガトウィック空港、ブライトンを結ぶ空港連絡列車である。2020年現在、ゴヴィア・テムズリンク・レールウェイが運行している。

## 歴史

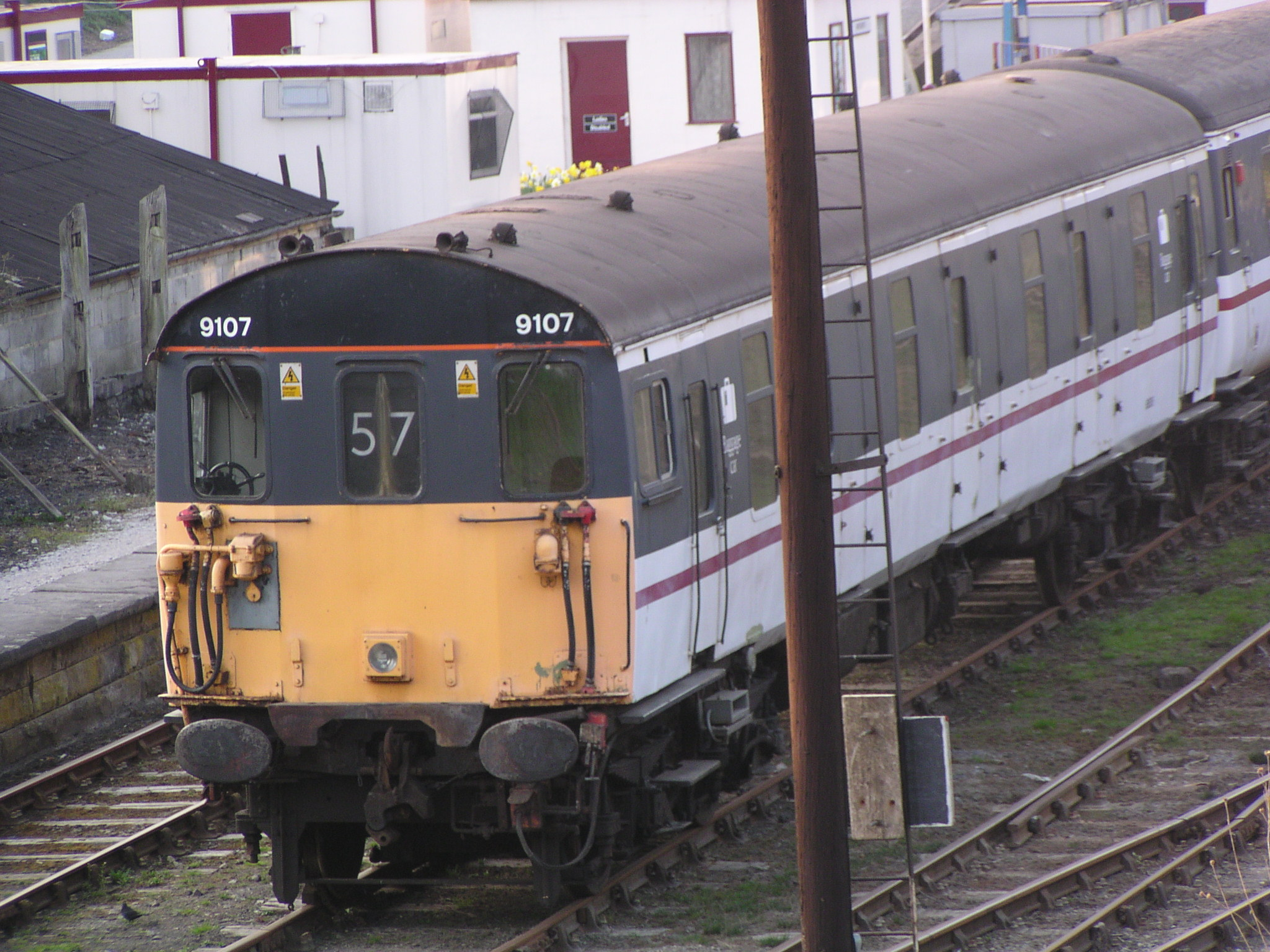
489形

ロンドンの中心部とガトウィック空港をノンストップで結ぶ空港連絡列車である。イギリス国鉄時代の1984年5月に運行を開始した。
1990年代の民営化後はナショナル・エクスプレス社に継承、2007年からはサザンの運行となり、ブライトンへの延長運転を行う列車も登場した。2015年7月からはゴヴィア・テムズリンク・レールウェイが運行している。

## 運行形態
ロンドンのヴィクトリア駅とガトウィック空港駅の間をノンストップで、所要時間は約30分で運行される。ガトウィック空港発着列車とブライトンへ延長運転する列車が交互に運行されており、ロンドンとガトウィック空港間は15分間隔、ガトウィック空港とブライトン間は30分間隔で運行され、空港以南の中間駅に一部の列車が停車する。なお、ブライトンへの延長運転は平日のみである。

## 使用車両

### 現用車両
2016年よりボンバルディア製「エレクトロスター」の387形が使用されている。

### 過去の使用車両

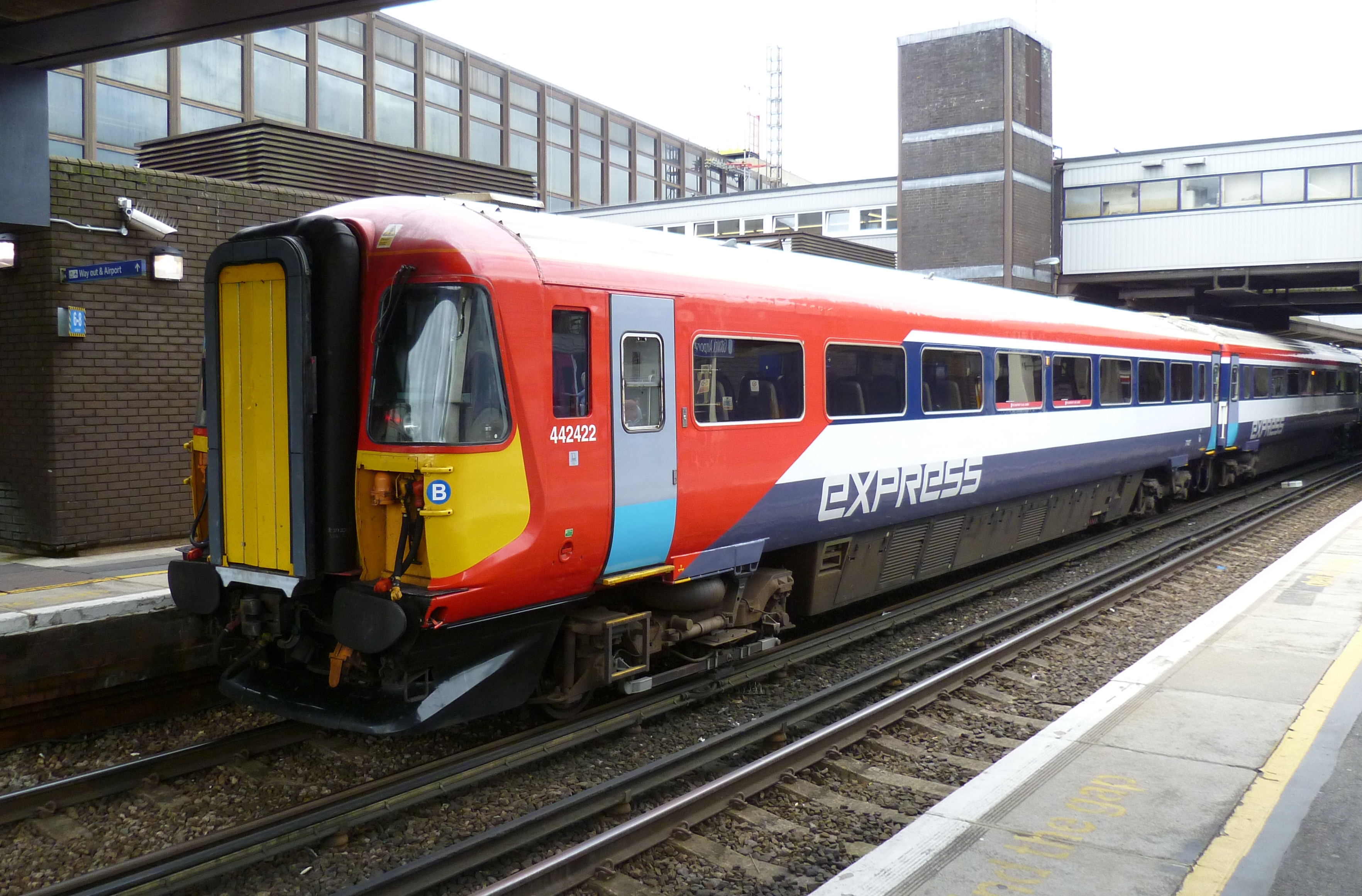
442形

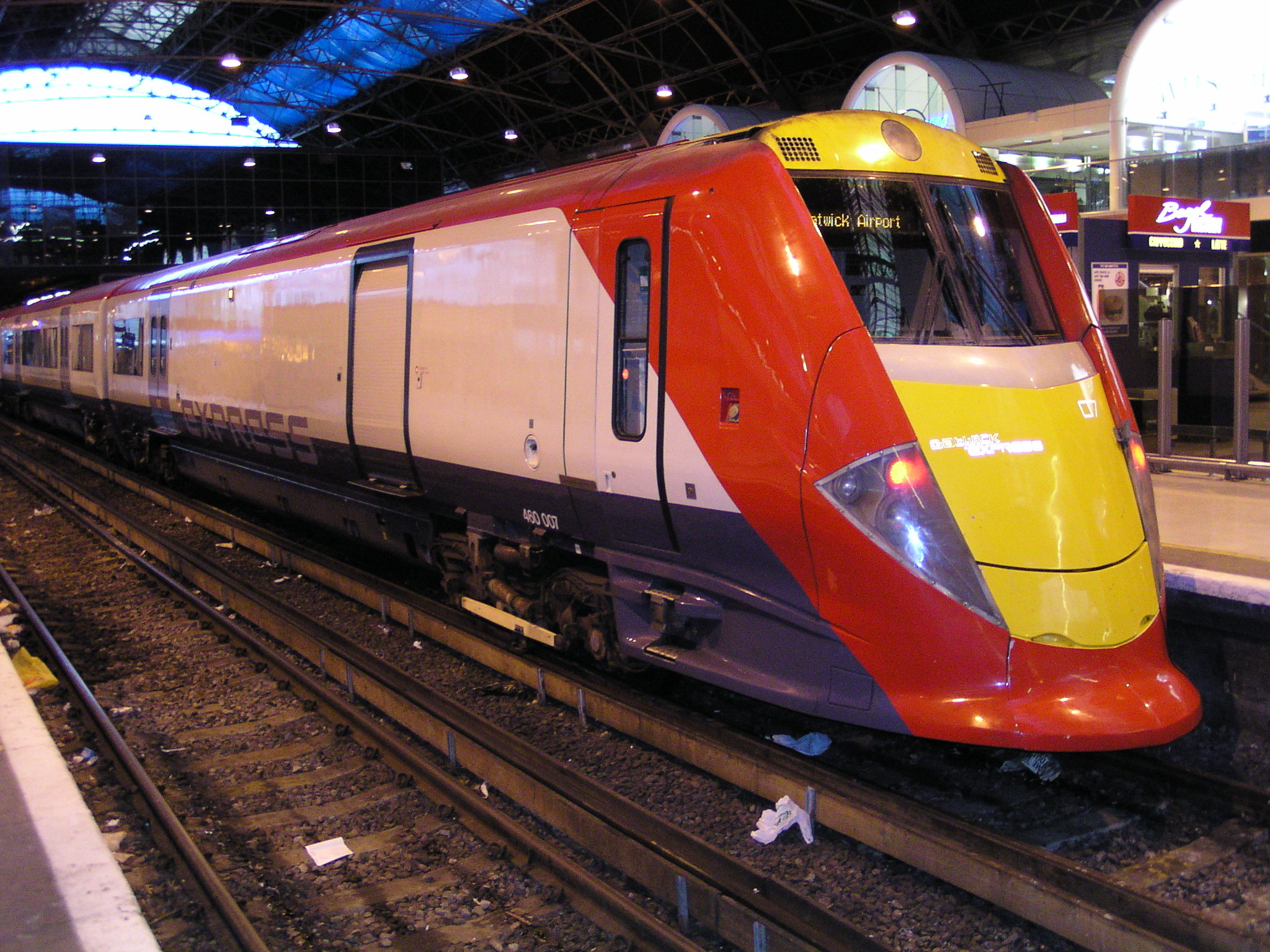
460形

ガトウィック・エクスプレス運行開始当初は、マーク2客車改造の488形付随電車が使用され、編成各一端に489形制御荷物電車と73形機関車を組成するプッシュプル編成で運行された。2000年からはアルストム製の460形電車が導入され、従来の488形・489形・73形による列車を置き換えた。
2010年からはサウス・ウェスト・トレインズの442形がガトウィック・エクスプレス仕様に改装の上投入され、代わって460形がサウス・ウェスト・トレインズへと転属した。2016年の387形導入により、442形はガトウィック・エクスプレスとしての運用を終了した。